# The Shield
The Shield (El Escudo en Hispanoamérica y Al margen de la ley en España) es una serie de televisión policíaca de la cadena FX Networks ambientada en la imaginaria comisaría del Distrito de Farmington de Los Ángeles. La serie ganó un Emmy en su primera temporada y su protagonista Michael Chiklis ha ganado un Emmy y un Globo de Oro al Mejor Actor por su papel como Vic Mackey. El creador de The Shield es Shawn Ryan, creador también de series como The Unit. La séptima temporada terminó en Estados Unidos en noviembre de 2008.

## Argumento
The Shield trata sobre una división experimental del Departamento de Policía de Los Ángeles ubicada en el ficticio Distrito de Farmington (zona multirracial con elevada tasa de delincuencia, conocido como "la granja", The Farm en inglés), donde se reconvierte una antigua iglesia en la nueva comisaría de Policía, a su vez conocida como "The barn" (la cuadra).
La trama sigue principalmente al Equipo de Asalto, un grupo especial anti-bandas formado por cuatro detectives con métodos tan efectivos como ilegales. Liderado por el Detective Vic Mackey, el 'Equipo de Asalto' utiliza la violencia, el robo, la extorsión e incluso el asesinato para llevar a cabo su labor en las calles.
A esta trama principal se unen otras (que no dejan de entrecruzarse entre sí) que nos muestran el día a día de otros policías de Farmington: el Capitán David Aceveda, ambicioso policía con aspiraciones políticas; los Detectives Holland "Dutch" Wagenbach y Claudette Wyms, encargados de resolver los casos más complicados; y los Agentes Danielle "Danny" Sofer y Julien Lowe, que nos muestran la calle desde el punto de vista de los patrulleros uniformados.

## Personajes

### The Barn
La comisaría del Distrito de Farmington es conocida como "The barn" (la cuadra) y está ubicada en una antigua iglesia. Este atractivo edificio de dos plantas podría considerarse como un actor más de la serie. En su interior encontramos: las jaulas donde se retiene a los detenidos, a la vista de todo el mundo; las salas de interrogatorios, cuyas cámaras de grabación se conectan o desconectan según los intereses de los interrogadores; la sala privada del Equipo de Asalto, donde Mackey y sus hombres planean sus movimientos; la sala de vídeo, desde donde se controla todo lo que pasa en las salas de interrogatorio; el despacho del Capitán; e incluso los baños, mixtos durante varias temporadas, ya que el servicio de hombres se encontraba deshabilitado por desperfectos.

### El Equipo de Asalto
Grupo policial de élite destinado a la lucha directa contra las bandas criminales que operan en el Distrito de Farmington. Formado en su origen por cuatro detectives: Vic Mackey (líder del Equipo), Shane Vendrell, Ronnie Gardocki y Curtis "Lem" Lemansky (también conocido como "Lemonhead"). La presión a la que se vio sometido el Equipo en sus inicios (por parte de la cúpula policial que exigía resultados inmediatos) llevó al grupo a "tomar atajos" para la resolución de algunos casos. Lo que en principio iba a ser algo puntual, saltarse las normas para obtener dichos resultados, se convirtió en el método favorito del Equipo para llevar a cabo su trabajo, lo que desembocó en corrupción, robo, extorsión y asesinatos... En las últimas temporadas el Equipo pretende mantenerse limpio, ajustarse a las normas establecidas, aunque no es fácil dejar atrás un pasado como el suyo.
- Detective Victor Samuel "Vic" Mackey (Michael Chiklis): Líder del Equipo de Asalto. Policía muy inteligente, violento y corrupto que emplea los métodos que cree necesarios para lograr sus fines, incluyendo el robo, la extorsión y hasta el asesinato. Es, sin embargo, absolutamente fiel a sus compañeros (considera que son parte de su familia), un preocupado padre (tiene tres hijos, dos de ellos autistas) y un protector de aquellos a quienes considera inocentes.
- Detective Shane Vendrell (Walton Goggins): mano derecha y mejor amigo de Vic. Pretende emularle, pero le falta la dureza e inteligencia necesaria para mantenerse a salvo. Su falta de control y mala cabeza provocará que el Equipo se vea envuelto en complicadas situaciones que será Vic quien tendrá que resolver.
- Detective Ronald Everett "Ronnie" Gardocki (David Rees Snell): Especialista en temas electrónicos e informáticos, es el más discreto de los miembros del Equipo, aunque es, como los demás, un hombre de acción.
- Detective Curtis "Lem" Lemansky (Kenny Johnson): A menudo la conciencia de sus compañeros. El único que muestra sus dudas morales sobre la forma de actuar del Equipo.

### Otros miembros del Equipo de Asalto (en algún momento de la serie)
- Detective Terry Crowley (Reed Diamond) (Episodios 1.01, 1.02; 2.09): Detective infiltrado en el Equipo de Asalto por el Capitán David Aceveda y el Departamento de Justicia para recabar información sobre las actividades ilegales de Mackey y sus hombres. Mackey es alertado de la infiltración por uno de sus contactos en la cúpula policial (el subcomisario Ben Gilroy) y mata a Crowley de un disparo durante una redada (al final del primer episodio). La versión oficial es que el autor del disparo fue un traficante posteriormente abatido por Mackey y Vendrell. El Capitán Aceveda tiene la certeza de que Mackey mató a Crowley, pero no puede probarlo.
- Detective Tavon Garris (Brian White) (Temporadas 2-3): Incorporado al Equipo de Asalto por el Capitán David Aceveda para mejorar la política de integración de policías de color y porque un grupo de élite formado únicamente por blancos no tenía buena prensa en un barrio multirracial.
- Detective Armando "Army" Renta (Michael Peña) (Temporada 4): Compañero de Shane Vendrell en Antivicio después de que este dejase el Equipo al final de la tercera Temporada (tras una fuerte discusión con Vic Mackey). Cómplice de Vendrell en sus trapicheos con Antwon Mitchell (jefe en la sombra de la banda de "Los 19"). Cuando Vendrell acude a Vic Mackey para solicitar su ayuda contra Mitchell, el Equipo vuelve a unirse, pero Renta no es capaz de integrarse y se separa del grupo ante la amenaza de tener que pasar la prueba del detector de mentiras.
- Detective Kevin Hiatt (Alex O'Loughlin): la más reciente incorporación al Equipo (en la sexta temporada). A su ingreso en la sexta temporada es nombrado como Jefe del Equipo de Asalto por la capitana Wyms.
- Agente Julien Lowe (Michael Jace): Ver el apartado "Otros policías: agentes (patrulleros de uniforme)".

### Otros policías: detectives y mandos
- Detective Holland "Dutch" Wagenbach (Jay Karnes): Detective obsesionado con los asesinos en serie. A menudo objeto de las burlas de sus compañeros (sobre todo de Mackey) por sus fracasos sentimentales, posee una brillante mente analítica para su trabajo. Cuando la Capitán Rawling es destituida, Wagenbach recibe la proposición de ser el nuevo Capitán en funciones, pero la rechaza porque considera que los jefes buscan un "hombre de paja" al que poder manipular a su antojo. En la quinta temporada inicia una relación sentimental con la exmujer de Mackey.
- Detective / Capitán Claudette Wyms (CCH Pounder): Compañera de "Dutch" durante las 4 primeras temporadas. Eficaz y honesta, cree que las cosas en Farmington se pueden hacer mejor. Durante la tercera temporada se postula como la sucesora de Aceveda en el puesto de Capitán, pero su integridad profesional le llevará a enfrentarse a la Fiscalía por unos casos que se daban por cerrados, algo que impedirá su ascenso y que la pondrá en una difícil situación durante cierto tiempo. Finalmente, es ascendida a Capitán de Farmington al final de la quinta temporada.
- Capitán / Concejal David Aceveda (Benito Martinez): Es el primer Capitán que tuvo Farmington (durante las tres primeras temporadas). Desde un principio se enfrenta a Vic Mackey y a sus métodos ilegales e intenta echarlo de la policía; pero posteriormente sus ambiciones políticas (quiere ser Concejal del distrito) le llevarán a pactar con Mackey para beneficiarse de los éxitos policiales del Equipo de Asalto. En la cuarta temporada, una vez es elegido Concejal, es sustituido en el cargo por la Capitán Monica Rawling.
- Capitán Monica Rawling (Glenn Close):[5] Capitán en Farmington durante la cuarta temporada. A diferencia de Aceveda conecta bien con Vic Mackey (que está intentando rehabilitarse como policía) y le da la oportunidad de enmendar sus errores pasados poniéndolo al frente de la lucha contra las bandas de Farmington. Es la principal impulsora de un ambicioso plan consistente en expropiar los bienes que se demuestre han sido obtenidos con dinero procedente del delito. Esta política tan agresiva la enemistará con el concejal Aceveda y con los vecinos de Farmington, lo que provocará (a pesar de los resultados positivos del plan) su destitución al final de la cuarta emporada.
- Teniente Jon Kavanaugh (Forest Whitaker): Teniente de Asuntos Internos (quinta temporada) obsesionado con encarcelar a los miembros del Equipo de Asalto (Vic Mackey, Shane Vendrell, Ronnie Gardocki y Curtis "Lemonhead" Lemansky). Para ello quiere utilizar a Lemansky, intentando que traicione al Equipo tras amenazarlo con la cárcel por el robo de un kilogramo de heroína de un traficante. La presión de Kavanaugh sobre el Equipo será tremenda y obligará a Mackey a utilizar toda su astucia para conseguir salvarse. Intenta por medios ilícitos involucrar a Vic Mackey en la muerte de Lem, es descubierto y encarcelado al inicio de la sexta temporada.
- Detective / Capitán (en funciones) Steve Billings (David Marciano): Detective no excesivamente brillante que se convierte en Capitán en funciones tras la destitución de la Capitán Rawling. Su mandato en Farmigton es bastante desastroso y sus aspiraciones de quedarse en el cargo definitivamente se rompen cuando la Detective Wyms es ascendida a Capitán al final de la quinta temporada. En la sexta temporada deja la comisaría después de demandar a sus superiores porque supuestamente le han hecho trabajar con una lesión que se produjo cuando separaba a Mackey y Kavanaugh en una pelea, pero es obligado a regresar (en la séptima temporada) al demostrarse que su lesión es falsa.
- Subcomisario Ben Gilroy (John Diehl): Amigo y protector de Vic Mackey, ya que se beneficia de sus éxitos policiales. Gilroy es quien avisa a Mackey sobre la infiltración en su Equipo del Detective Crowley. Posteriormente, se descubrirá que está implicado en temas de corrupción urbanística, asunto que le enemistará con Mackey al que había traicionado para poder salvarse. Al final, Mackey le ayuda a huir a México para evitar la cárcel, pero su viaje no durará mucho, morirá abandonado y alcoholizado en el país vecino (en la cuarta temporada).
- Subcomisario Roy Philips (Nigel Gibbs): Sucesor de Gilroy en el cargo. Encargado de supervisar el trabajo de la comisaría de Farmington e impedir que se dañe la imagen de la Policía de Los Ángeles. Apoyará la suspensión de la capitana Rawling y el ascenso de la capitana Wyms.
- Agente Especial Olivia Murray (Laurie Holden): Agente Federal del Departamento de Inmigración y Aduanas. Llega a Farmington durante la séptima temporada para investigar la guerra entre mexicanos y salvadoreños. Mackey la utilizará a ella y a sus recursos federales para su particular lucha contra mexicanos y armenios; y para conseguir un trato que le aporte inmunidad total de todos sus crímenes del pasado a cambio de infiltrarse y entregarles al cártel de la droga Guerrero.

### Otros policías: agentes (patrulleros de uniforme)
- Agente / Sargento Danielle "Danny" Sofer (Catherine Dent):[6] es una patrullera experimentada que consigue el puesto de sargento en la sexta temporada (aunque también se interesa por llegar a ser detective). Ha estado relacionada sentimentalmente con Vic (uno de los motivos del divorcio de Mackey), aunque mantiene una relación amor-odio con él, debido a las actividades poco claras de Vic. En la quinta temporada está embarazada y en la Comisaría se hacen apuestas sobre quién es el padre.
- Agente Julien Lowe (Michael Jace): agente novato cuya mentora es "Danny" Sofer. Profundamente religioso y con un gran conflicto personal, pues es homosexual, pero sus convicciones religiosas le impiden aceptarlo. En la quinta temporada es ya un policía experimentado que actúa como mentor de una novata, la agente Tina Hanlon. En tal sentido, llega a formar parte del Equipo de Asalto en la sexta temporada, recomendado por la Capitán Wyms.
- Agente Tina Hanlon (Paula Garcés): joven e inexperta policía muy severamente supervisada por el oficial Julien Lowe y reprendida en ocasiones por la sargento Sofer. Su atractivo físico supondrá una desventaja para ella, pues los demás miembros de la comisaría no acaban de tomarla en serio. Sólo el detective Wagenbach parece estar de su parte. En la sexta temporada es fichada por los jefes como relaciones públicas de la policía, para mostrar la cara amable de la policía.
- Agente Asher (Chaney Kley): patrullero experimentado que suele echar una mano a Vic Mackey cuando este lo necesita.

### La Brigada Señuelo
Grupo policial especializado en infiltraciones entre criminales. Llegan a La cuadra procedentes de otro distrito durante la tercera temporada y quedan, junto al Equipo de Asalto, bajo las órdenes directas de la detective Claudette Wyms. El Equipo de Asalto se ve obligado a compartir su cuarto de reuniones y a ceder protagonismo, lo que llevará a cierta rivalidad "amistosa" entre los dos grupos.
- Detective Walon Burke (Gareth Williams): Líder de la Brigada Señuelo. Respeta el trabajo de Mackey y sus hombres, pero no se deja impresionar. Su grupo también hace bien su trabajo. Se enfrenta a la Detective Wyms cuando, tras un error de ésta, una de las detectives de su equipo está a punto de morir. Pacta con Mackey y consigue que su equipo abandone finalmente la comisaría.
- Trish George (Nikki Micheaux): Miembro de la Brigada Señuelo.
- Annie y Eddie: Miembros de la Brigada Señuelo.

### Familiares y amigos
- Corrine Mackey (Cathy Cahlin Ryan): Esposa de Mackey.
- Cassidy Mackey (Autumn Chiklis): Hija mayor de Vic y Corrine.
- Matthew (Joel Rosenthal and Jack Webber) y Megan Mackey: Hijos pequeños de Vic y Corrine. A los dos se les diagnostica autismo, lo que precisará de un tratamiento médico bastante caro.
- Joe Clark (Carl Weathers): Expolicía, antiguo compañero y mentor de Vic Mackey. Fue expulsado de la policía y perdió a su familia y su pensión. Representa el futuro que Vic jamás querría conocer. En un par de episodios demanda la ayuda de Mackey para resolver algunos temas espinosos.
- Mara Sewell-Vendrell (Michele Hicks ): Esposa de Shane Vendrell. Desde un principio no acepta la relación entre su marido y Vic Mackey, lo que la enfrentará a este en varias ocasiones.
- Aurora Aceveda (Camillia Sanes): Esposa de David Aceveda. El gran apoyo de Aceveda en su carrera política.
- Rebecca "Becca" Doyle (Laura Harring): Brillante abogada contratada por Vic Mackey (en la quinta temporada) para defender al Equipo de Asalto ante la investigación de Asuntos Internos.

### Las bandas y mafias
Las bandas que actúan en las calles del Distrito de Farmington (alrededor de 50, según la capitana Rawling) son también protagonistas a lo largo de las diferentes temporadas de la serie. Sobre todo se trata de bandas latinas o afroamericanas que se enfrentan entre ellas por el control del tráfico de drogas, pero hay otras que abarcan todo el espectro criminal. Su persecución es la especialidad del Equipo de Asalto.
- Latinas: Los Toros, Los "Mags" Magníficos, Los Torucos (fusión de las dos anteriores bajo el mando del traficante Armadillo), Los Byz Lats, Los Profetas, Los Coronado, Los Perdidos, La Raza Guanaca, Los King Rats.
- Afroamericanas: Los One-Niners o 19 (durante cierto tiempo disfrutaron de la protección de Vic Mackey) y que aparece también en la serie Sons of anarchy, Los County Crows, Los Johnny, Los 12 de Fartown, Los Soldados de Spook Street, Los Grape Street, Los Hope Healer, Los Bob Street, Los Ghost Town Piru, Los Hollis Lane, Los Acorn Park, Los Crackheads.
- Asiáticas: Los Matones de Korea Town.
- Blancos: La Horda (moteros arios).
- Indefinidas: Los Po Boys, La banda de Splash, Los Athens.
- Mafias: Armenia (cuyo Tren del Dinero marcará el destino de los miembros del Equipo de Asalto), Rusa (desarticulada gracias a la "Operación Garaje"), Cártel Colombiano (responsables de la elaboración de la droga), Cártel Mexicano (encargados del transporte a los Estados Unidos), Cártel Salvadoreño (encargados de la protección de los envíos, dueños de la heroína que llevará a Lem ante Asuntos Internos y de un cargamento de granadas que llega a Farmington), La Sombra Negra (grupo paramilitar en El Salvador), La Manada de la Muerte (mercenarios a las órdenes de los cárteles mexicanos), Bratva (Mafia rusa).